# West Sussex Football League
West Sussex Football League là một giải bóng đá Anh thành lập năm 1896. 

Giải đấu có tổng cộng 10 hạng đấu, cao nhất là Premier Division, nằm ở Cấp độ 12 của Hệ thống các giải bóng đá ở Anh. Nó góp đội cho Sussex County League Division Three.
Các câu lạc bộ thành viên không giới hạn chỉ trong vùng West Sussex. Hiện tại giải cũng bao gồm các đội bóng đến từ Surrey và Hampshire mặc dù đó là những nơi gần với biên giới của hạt.

## Các câu lạc bộ hiện tại mùa giải 2015-16

### Premier Division
Henfield | Holbrook | Lancing United | Lavant | Newtown Villa | Nyetimber Pirates | Ockley | Petworth | Predators | Southwater | West Chiltington |

### Championship
Cowfold Dự bị | Fernhurst Sports | Hunston | Newtown Villa Dự bị | Partridge Green | Rogate | Rudgwick | Stedham United | TD Shipley | Wisborough Green | Wittering United

### Division Two North
Ashington Rovers | Barns Green | Billingshurst 'A' | Border Wanderers | Ewhurst | Faygate United | Holbrook Dự bị | Horsham Trinity | Pulborough | Slinfold | Upper Beeding Dự bị

### Division Two South
Angmering | Beaumont Park | Coal Exchange | East Dean | Felpham Colts | Hammer United | Harting | Lodsworth | The Crown | Yapton

### Division Three North
Alfold Dự bị | Capel | Cowfold 'A' | Henfield Dự bị | Horsham Baptists & Ambassadors | Horsham Crusaders | Horsham Olympic | Newdigate | Pulborough Dự bị | Rowfant Village

### Division Three South
Ambassadors | Fittleworth | Hunston Dự bị | Lavant Dự bị | Nyetimber Pirates Dự bị | Predators Dự bị | The Unicorn | West Chiltington Dự bị | Whyke United | Worthing Borough

### Division Four North
Barns Green Dự bị | Border Wanderers Dự bị | Holbrook 'A' | Horsham Baptists & Ambassadors Dự bị | Newdigate Dự bị | Partridge Green Dự bị | Plaistow |  Rudgwick Dự bị | Southwater Dự bị | Thakeham Village | Wisborough Green Dự bị

### Division Four South
Chapel | Elmer | Fernhurst Dự bị | Fittleworth Dự bị | Petworth Dự bị | Real Milland | Stedham United Dự bị | Watersfield | Whyke United Dự bị | Yapton Dự bị

### Division Five North
Capel Dự bị | Ewhurst Dự bị | Henfield Dự bị | Holbrook 'B' | Horsham Crusaders Dự bị | Horsham Olympic Dự bị | Royal United | Slinfold Dự bị | Southwater 'A' | TD Shipley Dự bị

### Division Five South
Felpham Colts Dự bị | Hammer United Dự bị | Harting United Dự bị | Lancing United Dự bị | Littlehampton Athletic | Lodsworth Dự bị | Pulborough Patriots | Rogate Dự bị | Tangmere | Trojans | Watersfield Dự bị